# Воронеж (гандбольный клуб)
«Воронеж» — российский гандбольный клуб из Воронежа, выступавший в Суперлиге в 2024 году

## История
Гандбольный клуб «Воронеж» появился в 2020 году. Его предшественник — «ВГТУ-Воронеж» — базировался в спортивном зале Воронежского государственного технического университета. Команда отыграла под руководством Игоря Грицких и Алексея Доронкина один сезон на уровне Высшей лиги, который досрочно завершился из-за пандемии коронавируса.
Сезон-2020/2021 команда завершила на четвёртом месте в Высшей лиге, а год спустя стала третьей в турнирной таблице, уступив в стыковых матчах за право на попадание в Суперлиге снежинскому «Динамо-Сунгулю».
Сезон-2022/2023 «Воронеж» завершил на втором месте и проиграл омскому «Скифу» в борьбе за выход в элитный дивизион российского гандбола. А вот с третьей попытки клуб пробился в Суперлигу — команда за три тура до финиша добилась повышения в классе, а за два тура гарантировала себе золотые медали чемпионата страны.
В сезоне-2023/2024 «Воронеж» стал самым посещаемым клубом Высшей лиги — в каждой игре рассчитанный на 500 мест зал заполнялся до отказа. Сезон-2024/2025 клуб проведёт в Суперлиге, в которой Воронеж не был представлен с 2016 года.
24 декабря 2024 года после матча с «Динамо-Сунгуль» в 1/8 финала Кубка России стало известно о том, что гандбольный клуб «Воронеж» прекращает своё существование в связи с отсутствием финансирования.
13 января 2025 года гандбольный клуб «Воронеж» исключен из числа участников OLIMPBET Суперлиги и Высшей лиги.

## Достижения
Победитель Высшей лиги 2023/24
Серебряный призёр Высшей лиги 2022/23
Бронзовый призëр Высшей лиги 2021/22
Четвертьфиналист Кубка России 2023/24